# جيمس ماكلروي
كان جيمس أرشيبالد ماكلروي (3 نوفمبر 1879 – 27 يوليو 1968  ) كان جراحًا بريطانيًا وعضوًا في طاقم إرنست شاكلتون في البعثة الإمبراطورية العبرة للقارة القطبية الجنوبية (1914-1916).